# Buddhizmus Belgiumban

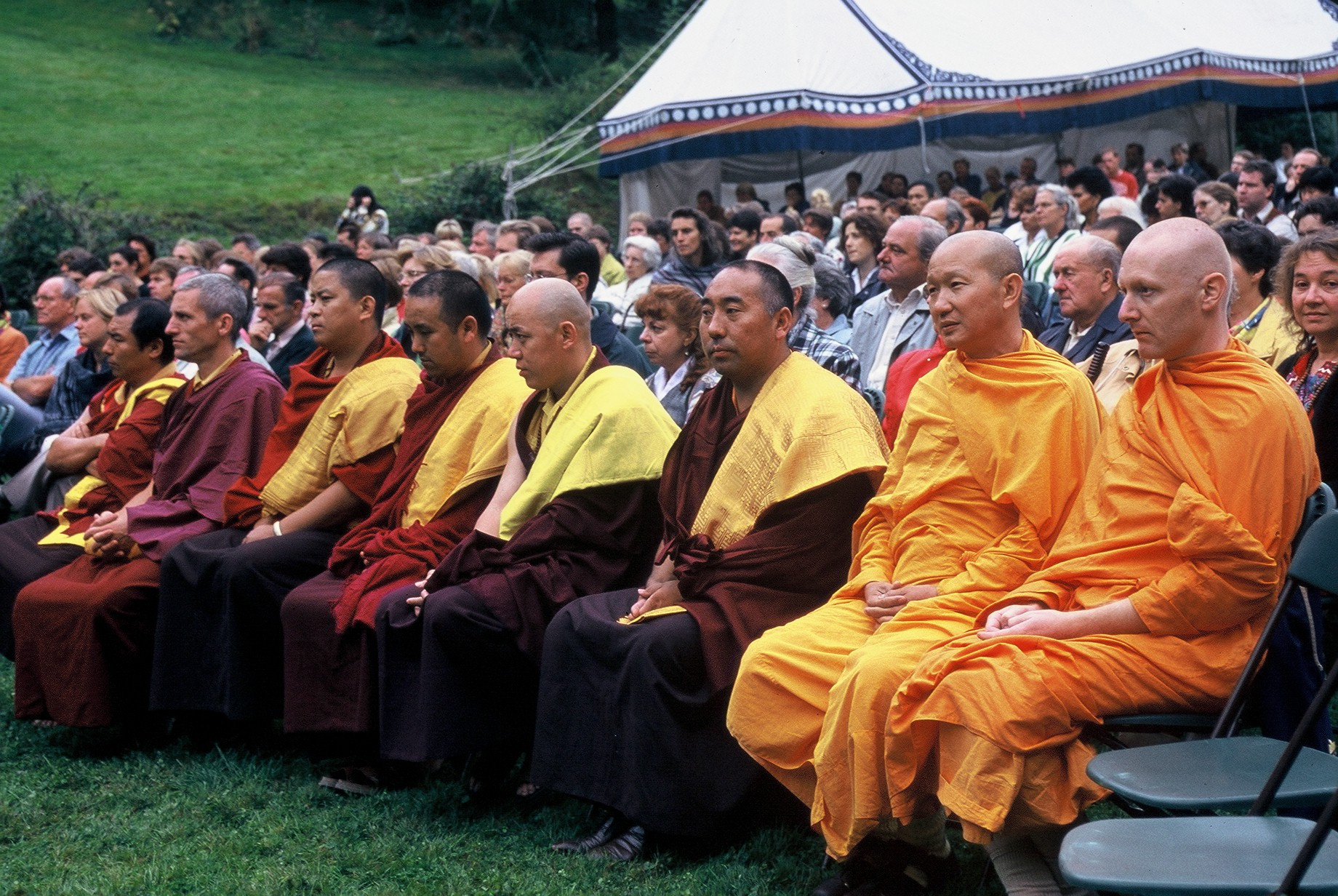
Belga buddhista képviselők a Yeunten Ling Tibeti Intézetben, Huy 1997. szeptember 3.

A buddhizmus Belgiumban kisebbségi vallásnak számít, ám a hivatalos elismeréstől függetlenül az elmúlt években gyors ütemben növekedett a hívők száma. Egy 20 éve készült (1997-es) becslés szerint 29 497 belga azonosította magát a buddhista vallással, amely a teljes lakosság 0,29%-át jelenti.

## Története
Más európai országhoz képest Belgiumba viszonylag későn jutott el a buddhizmus, ugyanis a Belgium által gyarmatosított területek közül egyik sem tartozott a hagyományos buddhista országok közé. Alexandra David-Néel ismertette meg a Maha Bodhi Társaságot a Szabad Gondolkodók Kongresszusával Brüsszelben 1910-ben. A két világháború közötti időszakban egy buddhizmus iránt érdeklődő csoport időnként találkozókat szervezett. A buddhizmus addigra már felkeltette az országban élő értelmiség érdeklődését két híres indológus műfordításain keresztül: Louis de La Vallée Poussin és tanítványa Étienne Lamotte megalapították a belga buddhista tanulmányokat, amely a mai napig aktív képzést jelent Ghentben és Louvain-la-Neuve városában. Egy brüsszeli intézetben belga tudósok (Jean Dantinne, José Van den Broeck, Charles Willemen) buddhista szövegek saját fordításait publikálták 1969 és 1980 között.
Belgium kétkedően bánt az újonnan érkező vallásokkal, amelyet jól mutat a kormány által 1997-ben kiadott fekete lista, amelyen 189 szervezet – köztük két buddhista – szerepelt. Főleg a francia nyelvű lakosság körében volt tapasztalható negatív szemlélet a szektákkal kapcsolatban. Ennek ellenére, 1999-re már mintegy harminc buddhista szervezet és központ létezett az országban, amelyek összesen képviselték az összes létező buddhista irányzatot. A Belga Buddhista Uniót 1997-ben hozták létre több buddhista központ összevonásával. A 2001-es népszámlálás utáni becslés 10 000 főre tette a buddhisták számát, holott csupán a bevándorló buddhisták száma meghaladta a 20 000-et.

## A buddhizmus hivatalos vallásként való elfogadására tett kísérletek
Legelőször 2005. június 10-én keresték meg a kormányt a buddhizmus hivatalos vallássá tételének ügyén. Ám a mai napig nem hivatalos vallás a buddhizmus Belgiumban. A különböző források szerint a buddhisták száma Belgiumban 25 000}-30 000 fő között van.

## Intézetek
- Tibeti Intézet (Tibetaans Instituut), Schoten
  - Naropa Intézet (Naropa Instituut), Cadzand
  - Nalanda Intézet (Nalanda Instituut), Brüsszel
  - Yeunten Ling, Huy
- Zangdok Palri Intézet (Zangdok Palri Institute), Florennes